# Croton bondaensis
Espèce
Classification APG III (2009)
Croton bondaensis est une espèce de plantes à fleurs du genre Croton et de la famille des Euphorbiaceae, présente en Colombie.